# 뉴잉글랜드 복잡계 연구소
뉴잉글랜드 복잡계 연구소(영어: New England Complex Systems Institute, NECSI)는 복잡계 분야 연구를 위해 설립된 연구소로 미국 매사추세츠주 케임브리지에 있다. 1996년 뉴잉글랜드 지역의 복잡계 연구자를 중심으로 설립되었으며, 매년 복잡계 여름, 겨울학교를 운영하고 있다.

## 같이 보기
- 산타페 연구소